# Bžeduch
Bžeduch (gruzínsky ბჟედუხი, rusky Бжедух) je štít na hlavním hřebeni Velkého Kavkazu. Je vysoký 4270 m, tyčí se nad ledovci Kaškataš, Čalat a Lekzyr. Jeho sousedy jsou směrem na východ Volnaja Ispanija (4200 m), na západ Pik Kavkaz[zdroj?]. Z ledovce Kaškataš má charakteristický vzhled díky prohnutému sněhovému hřebenu připomínajícímu sloní chobot.

## Prvovýstup
První výstup na štít vykonali v roce 1903 severním hřebenem Němci Ludwig Distel, Hans Pfann a Georg Leuchs, kteří během německé expedice v roce 1903 vystoupili také na dosud panenský jižní vrchol Ušby.

## Výstup
Dnes je Bžeduch populárním vrcholem, na který vede 6 výstupových tras. Nejlehčí je jihovýchodním hřebenem obtížnosti 2B z roku 1935, vrchol obtížnosti představují cesty severozápadní stěnou, klasifikované stupněm 4A.